# Черния Адам
„Черния Адам“ (на английски: Black Adam) е американски фентъзи филм от 2022 г. по едноименния персонаж на Ди Си Комикс. Продуциран от „Ню Лайн Синема“, „Ди Си Филмс“, „Севън Бъкс Продъкшънс“ и „ФлинПикчърКо“, той е спин-оф на „Шазам!“ (2019) и е 12-ият филм в „Разширената вселена на Ди Си“. Режисьор е Жауме Колет-Сера, сценарият е на Адъм Стикийл, Рори Хайнес и Сохраб Ноширвани. Във филма участват Дуейн Джонсън като едноименния персонаж, Алдис Ходж, Ноа Сентинео, Маруан Кензари, Сара Шани, Куинтеса Суиндел, Бодхи Сабонги и Пиърс Броснан.
Световната премиера се състои в Мексико Сити на 3 октомври 2022 г. В САЩ излиза на 21 октомври 2022 г. от „Уорнър Брос Пикчърс“.

## Актьорски състав
| Актьор           | Роля                               |
| ---------------- | ---------------------------------- |
| Дуейн Джонсън    | Тет-Адам / Черният Адам            |
| Алдис Ходж       | Картър Хол / Хоукмен               |
| Ноа Сентинео     | Албърт Ротщайн / Разбивач на атоми |
| Сара Шахи        | Адриана Томаз                      |
| Маруан Кензари   | Ишмаел Грегър / Сабак              |
| Куинтеса Суиндел | Максин Хюнкел / Циклон             |
| Боди Сабонгуи    | Амон Томаз                         |
| Пиърс Броснан    | Кент Нелсън / Доктор Съдба         |
| Мохамед Амер     | Карим, брат на Адриана             |
| Джимон Унсу      | Шазам                              |
| Вайола Дейвис    | Аманда Уолър                       |
| Дженифър Холанд  | Емилия Харкорт                     |
| Хенри Кавил      | Кал-Ел / Кларк Кент / Супермен     |

## Снимачен процес
Снимачният процес започва на 10 април 2021 г. в Атланта, Джорджия, и Лорънс Шер служи като оператор на филма. Снимките са отменени от първоначалния срок на юли 2020 г. по време на пандемията от COVID-19. Джонсън казва на 20 юни 2021 г., че остават три седмици до снимките, а на 15 юли съобщава, че е завършил сцените си. Снимките продължават без Джонсън за няколко седмици, докато продукцията се премества в Лос Анджелис.

## Разпространение
Световната премиера на „Черния Адам“ се състои в Мексико Сити на 3 октомври 2022 г., и се показва в Ню Йорк Сити, Торонто, Лондон, Мадрид и Лос Анджелис между 12 октомври и 20 октомври 2022 г., преди да е пуснат от „Уорнър Брос Пикчърс“ в Съединените щати на 21 октомври 2022 г. Оригинално е насрочен за пускане на 22 декември 2021 г., но датата е преместена заради пандемията от COVID-19.